# Заслуженный штурман-испытатель Российской Федерации
«Заслу́женный шту́рман-испыта́тель Росси́йской Федера́ции» — почётное звание, входящее в систему государственных наград Российской Федерации.

## Основания для присвоения
Звание «Заслуженный штурман-испытатель Российской Федерации» присваивается штурманам-испытателям за личные заслуги:
- в освоении и пилотировании современной авиационной техники;
- в применении наиболее совершенных методов самолетовождения;
- в предотвращении воздушных происшествий;
- в подготовке квалифицированных кадров для отечественной гражданской авиации.

Почётное звание «Заслуженный штурман-испытатель Российской Федерации» присваивается штурманам-испытателям, имеющим стаж лётно-испытательной работы, как правило, не менее 10 лет, и при наличии у представленного к награде лица наград (поощрений) федеральных органов государственной власти.

## Порядок присвоения
Почётные звания Российской Федерации присваиваются указами Президента Российской Федерации на основании представлений, внесенных ему по результатам рассмотрения ходатайства о награждении и предложения Комиссии при Президенте Российской Федерации по государственным наградам.

## История звания
Почётное звание «Заслуженный штурман-испытатель Российской Федерации» установлено Указом Президента Российской Федерации от 30 декабря 1995 года № 1341 «Об установлении почётных званий Российской Федерации, утверждении положений о почётных званиях и описания нагрудного знака к почётным званиям Российской Федерации». Тем же указом утверждено первоначальное Положение о почётном звании, в котором говорилось:
Почётное звание «Заслуженный штурман-испытатель Российской Федерации» присваивается штурманам-испытателям I класса за заслуги в области лётных испытаний и исследований новой авиационной техники, способствующих прогрессу отечественной авиации.
В настоящем виде Положение о почётном звании утверждено Указом Президента Российской Федерации от 7 сентября 2010 года № 1099 «О мерах по совершенствованию государственной наградной системы Российской Федерации».

## Нагрудный знак
Нагрудный знак имеет единую для почётных званий Российской Федерации форму и изготавливается из серебра высотой 40 мм и шириной 30 мм. Он имеет форму овального венка, образуемого лавровой и дубовой ветвями. Перекрещенные внизу концы ветвей перевязаны бантом. На верхней части венка располагается Государственный герб Российской Федерации. На лицевой стороне, в центральной части, на венок наложен картуш с надписью — наименованием почётного звания.
На оборотной стороне имеется булавка для прикрепления нагрудного знака к одежде. Нагрудный знак носится на правой стороне груди.